# Arthur Schuster
Franz Arthur Friedrich Schuster FRS (Frankfurt am Main, 12 de setembro de 1851 — Berkshire, 17 de outubro de 1934) foi um físico britânico nascido na Alemanha.
Foi professor da Cátedra Beyer de Matemática Aplicada, de 1881 a 1888. Foi eleito membro da Royal Society em 1879.